# Будинок житловий Я. Биковського (Будинок Петра І)
Кам'яниця київського війта ("Будинок житловий Яна Биковського", "Буди́нок Петра́ І") — пам'ятка архітектури межі XVII — XVIII століть у Києві, розташований на Подолі за адресою вул. Костянтинівська 6/8 (на розі з вулицею Хорива). Найдавніший зі збережених житлових будинків Києва, має оригінальну об'ємно-просторову композицію з рисами оборонної споруди. На сьогодні функціонує у складі Київського науково-методичного центру по охороні, реставрації та використанню пам`яток історії, культури і заповідних територій.
1799 року в будинку утримувався заарештований за сфальшованими політичними звинуваченнями композитор Артемій Ведель. У 1870-х роках мешкав лікар Феофіл Яновський.
Міська легенда пов'язує будівлю з іменем російського імператора Петра І. Відомості щодо проживання тут російського імператора документально не підтверджені.

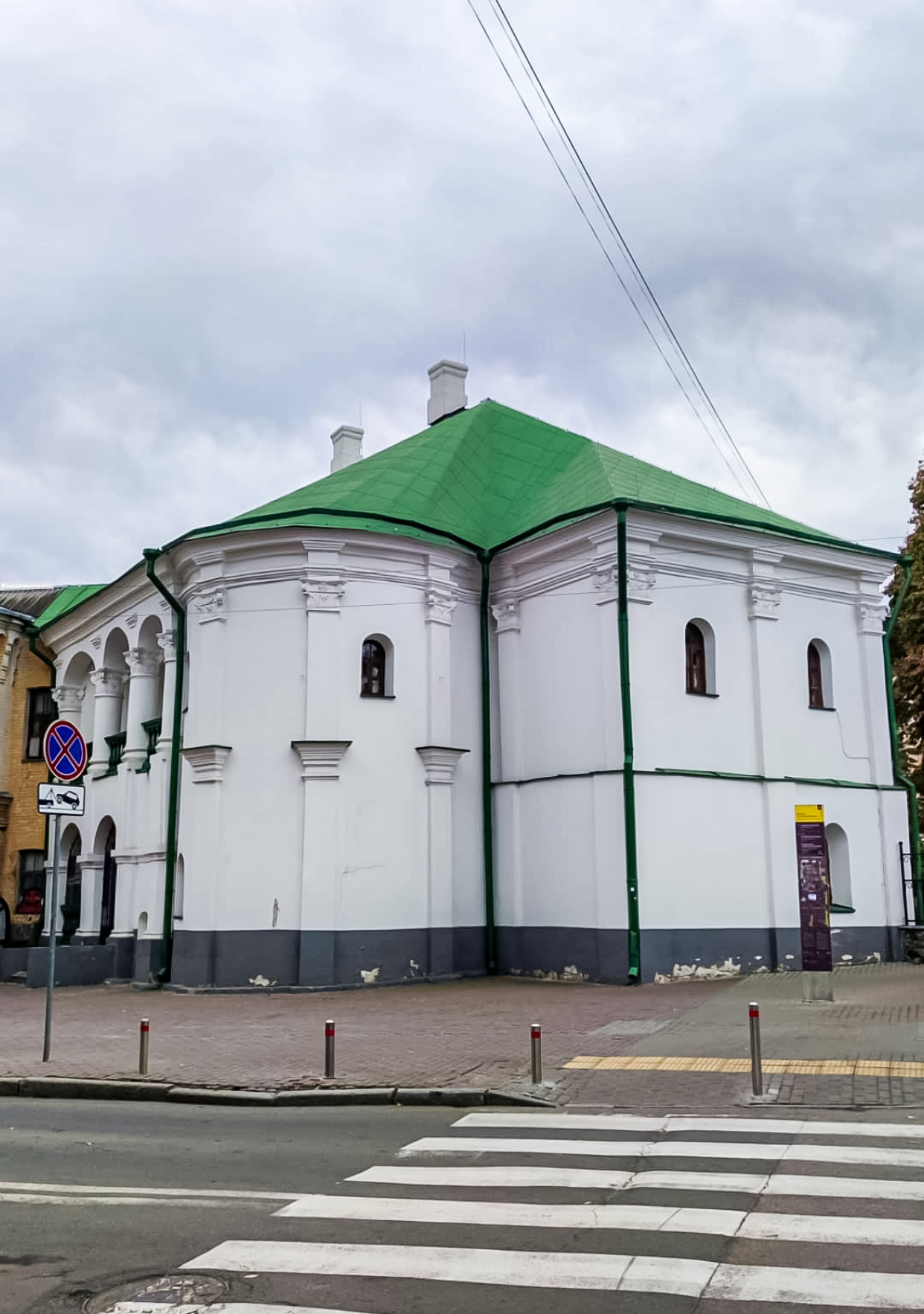
Будинок житловий Я. Биковського (будинок Петра І), Київ, Костянтинівська вул., 6/8

## Історія

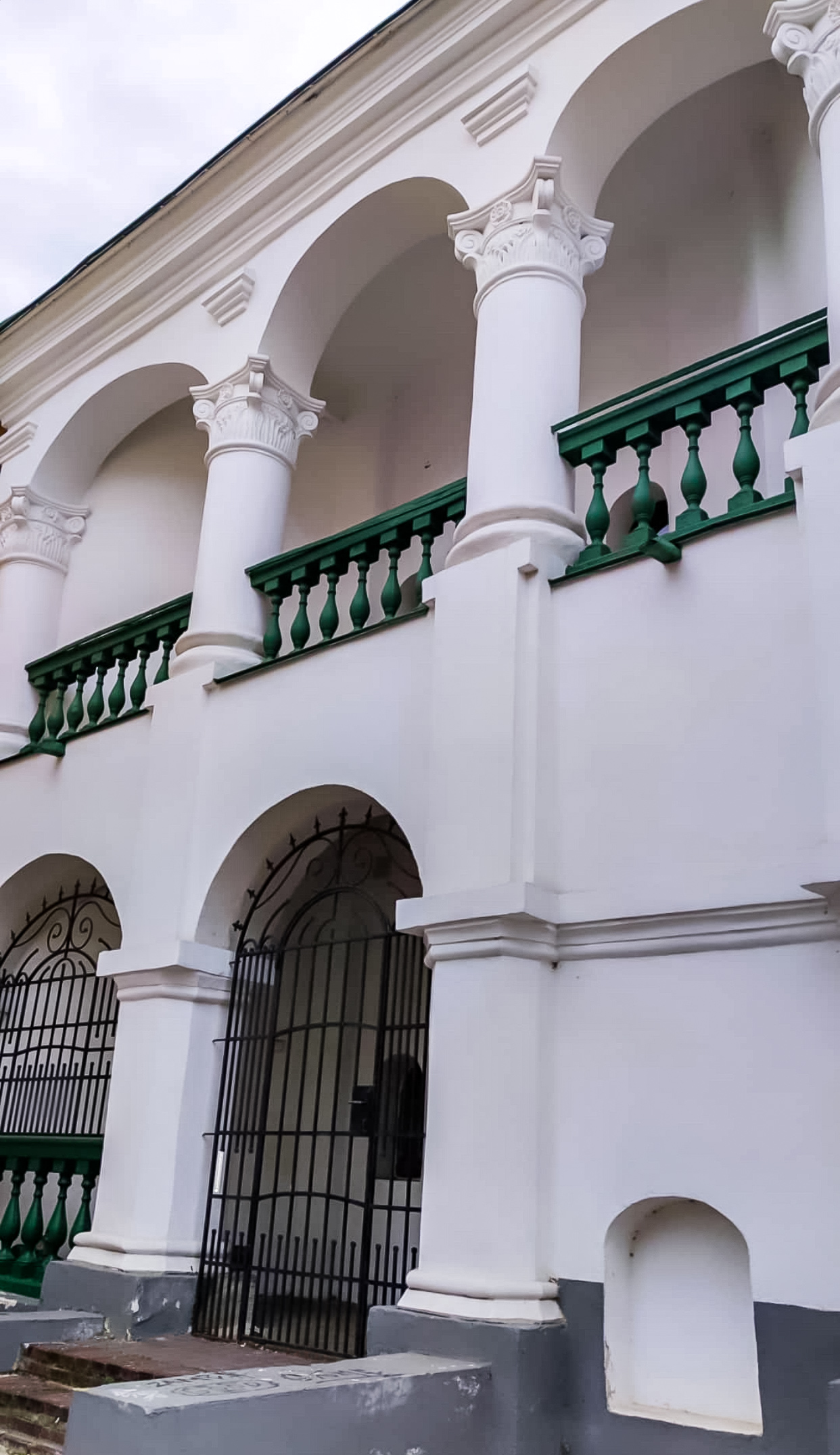
Будинок житловий Я. Биковського (будинок Петра І), Київ, Костянтинівська вул., 6/8

Будинок було зведено, імовірно, наприкінці XVII (не раніше 1696 року) — на початку XVIII століття, у період активного мурованого будівництва у Києві, у садибі, яка з 1663 року належала відомій київській купецькій та козацькій родині Биковських. Власник садиби Ян Биковський — київський війт у 1687—1699 рр. — володів на Подолі багатьма дворами, крамницями, ставком з млином, землями вздовж Глибочиці та на горі Щекавиці.
Первинно будинок у садибі Биковських був двоповерховим, з підвалом та двома круглими вежоподібними наріжними об'ємами. Усі приміщення споруди перекривалися склепіннями. На початку 1730-х рр. онук Яна Биковського — Леонтій — розпочав перебудову будинку під 10 кімнат, проте у 1734 році його призначили сотником до Опішні, тож Биковський поїхав з Києва, лишивши родовий будинок недобудованим.
Перебудову дому на Костянтинівській завершив відомий київський архітектор Іван Григорович-Барський на замовлення київського магістрату, який у 1780-ті рр. викупив усі київські маєтності Биковських за неймовірну на той час суму — три тисячі рублів. У результаті перебудови із західного боку будівлі було зроблено двоповерхову прибудову, а між вежами і на вхідному ризаліті з півдня влаштовано відкриті аркади у барокових формах. Після завершення ремонту, у 1791 році, за рішенням магістрату у колишньому будинку Биковських було розміщено «гамівний будинок» — місце ізоляції пияків та гармидерників, а також божевільних. У 1799—1803 роках тут утримували під вартою оголошеного владою божевільним відомого українського композитора Артемія Веделя.
У 1803 році божевільня була переведена до Кирилівської лікарні, і протягом наступних років будинок стояв пусткою. Значної шкоди споруда зазнала під час пожежі Подолу 1811 року: її наслідки було усунуто лише після нового ремонту і перебудови у 1817—1820 рр. Після цього будівля була віддана під Подільське парафіяльне училище, що проіснувало тут до кінця 1860-х рр.

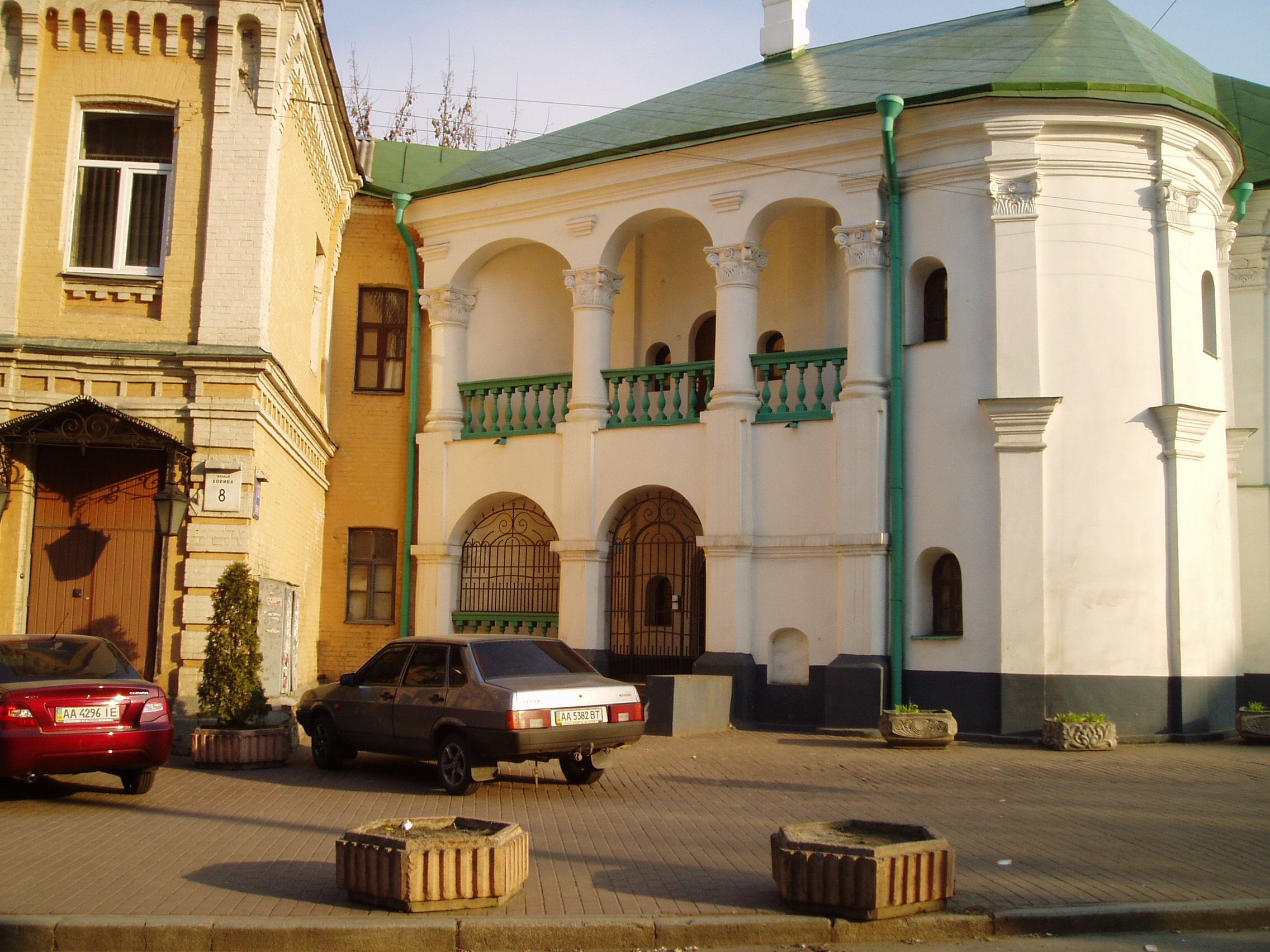
Тильний фасад, вигляд з вул. Хорива

У 1870-х роках квартири в будинку належали Ф. А. Барцеву, класному наставнику Київської подільської прогімназії. У 1873—1876 роках у квартирі на другому поверсі мешкав разом з чотирма однокласниками майбутній український лікар-терапевт Феофіл Яновський. З кінця 1870-х у будинку містилися казарми, а у 1883 році її було передано Олександрівському дитячому притулку, що діяв тут до 1917 року. Одним із директорів притулку був доктор Іван Воскресенський — вітчим російського письменника Михайла Булгакова та учень Феофіла Яновського.
Після революційних подій 1917—1921 рр., будинок функціонував як житловий. У середині 1970-х рр. споруду було капітально відреставровано. На поч. 1990-х рр. передано на баланс ДІАЗ "Стародавній Київ".

## Архітектура
Будинок цегляний, тинькований, асиметричний за композицією, розрахований на огляд з усіх боків. Будівля складається з кількох приміщень, з'єднаних анфіладно, входи — з півночі та півдня, північно-східну його вежу займають кручені сходи. Мальовничого вигляду будинку надає різноманітність фасадів. Північний оформлено трипрогінною арковою лоджією, що має опори у вигляді пілонів на першому поверсі та приземкуватих колон спрощеного композитного ордера — на другому. Аналогічну двопрогінну аркаду використано у вирішенні відкритої тераси південного фасаду. Масивні стіни основного об'єму розчленовано невеликими вікнами.
Під час реставрації у 1970-х рр. реставраторам вдалось під пізнішими перебудовами виявити та відновити первісний декор фасадів та внутрішнє планування будівлі.

## Легенда про перебування Петра I
Вигадку про перебування Петра I у кам'яниці на розі Костянтинівської та Хорива одним із перших поширив Володимир Іконников у своїй книзі «Київ у 1654—1855 роках: історичний нарис» (1904): 
 По преданію Петр В. останавливался на Подолѣ, близъ церкви Николая Притиска, в каменномъ домѣ, сохранившемся до сихъ поръ, в которомъ размѣщалось потомъ приходское училище. … (Закревскій, I, 81-82, II, 877)
 Уже за радянські часи стверджували, що цю легенду почали розповсюджувати приблизно після пожежі 1811 року і переповідали, ніби цар мешкав за цією адресою під час свого приїзду до Києва у 1706 році. Розповідали навіть, що будинок належав гетьману Івану Мазепі, який особисто і приймав у себе царя. І хоча жодних документальних підтверджень переказу не існує, так само як невідомі й точні причини його виникнення, легенда, а проте справила значний вплив на культуру міста, а також неодноразово експлуатувалася російською та радянською владою.

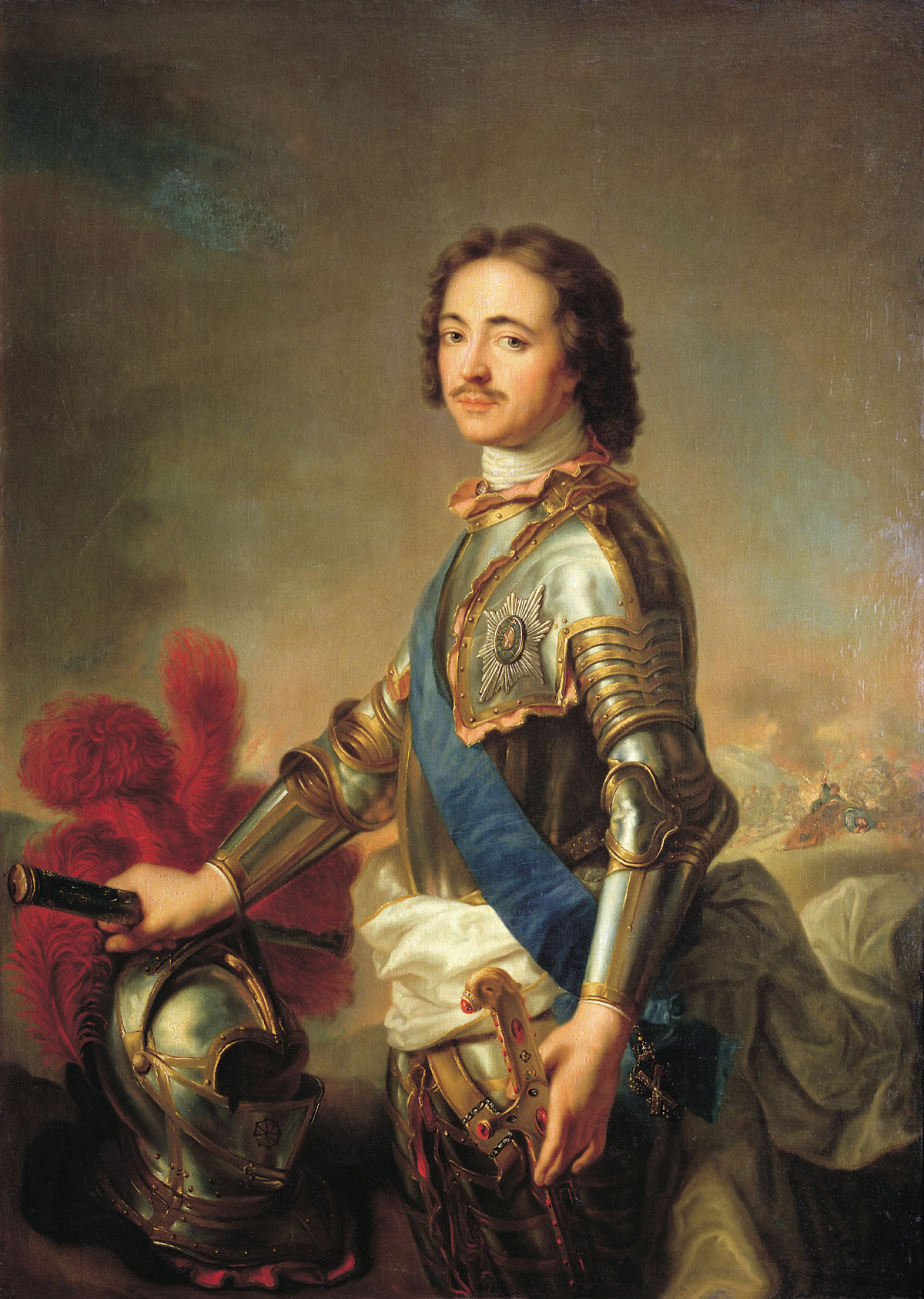
Російський імператор Петро І

Підґрунтям для появи переказу став факт приїзду Петра І до Києва у липні 1706 року. Візит царя був пов'язаний із початком будівництва фортеці навколо Києво-Печерської лаври та укріплення Печерська, що здійснювалось у рамках Північної війни. Петро І боявся, що Київ може стати легкою здобиччю для шведського війська, що на той час стояло під Гродно, а відтак, оглянувши київські рельєфи, вирішив розбудовувати Печерський монастир.
Загалом у Києві цар провів півтора місяця — з липня до середини серпня 1706 року. Єдиною відомою згадкою про місце перебування Петра у місті є запис у власному щоденнику царя, де говориться, що тиждень цього часу він мешкав у митрополита у Києво-Печерській лаврі. Жодних інших документальних свідчень не існувало, і саме це й породило згодом безліч чуток.
Вважалося, що цар мусив зупинитися в одній із заможних київських кам'яниць, яких у тодішньому Києві було всього п'ять, і всі вони містилися на Подолі: будинки шевського цеху та Рибальського на вулиці Притисько-Микільській та київського сотника Сави Туптала, купчихи Артемихи та Биковського на вулиці Хорива. Саме з останнім будинком народна думка з незрозумілих причин і пов'язала перебування царя.
Хоча серйозні дослідники історії Києва, зокрема Федір Ернст, ніколи не сприймали легенду про Петра I серйозно, вона, з усім тим, виявилася стійкою і привабливою для основної маси киян, і лишається популярною до сьогодні. Значний вплив справила легенда і на культуру міста: зокрема історія про Петра згадується у відомій пісні «А без Подолу Київ неможливий». Так само під впливом міської легенди у приміщенні пошти навпроти будинку художником Даниловим у 1985 році була створена фреска про Петра.

### Російська та радянська пропаганда
Наперекір відсутности достовірних фактів, переказ про Петра І активно використовувався російською та радянською пропагандою.
29 червня 1909 року, у рамках програми святкування 200-річчя Полтавської битви, російською владою на будинку було урочисто повішено мармурову меморіальну дошку на честь Петра І. Таким чином російські чиновники підкріпили і офіційно визнали міську легенду.
1965 року вже радянська влада замінила цю дошку на нову, гранітну, із графічним зображенням імператора. Її текст повідомляв: «У цьому будинку у 1706–1707 рр. перебував Петро І». На фасаді «будинку Петра І» ця дошка провисіла трохи довше, ніж 20 років: наприкінці 1980-х років невідомі написали на ній слово «кат», а згодом — вночі — розбили дошку.

## Музей
У липні 2007 року камʼяницю відремонтовано та музеєфіковано (розміщено у ньому постійнодіючу виставку "Будинок Петра І в літопису київської благодійності").
У 2019 році оновлено експозицію та відкрито "Музей "Кам`яниця київського війта", що функціонує у складі КНМЦ по охороні, реставрації та використанню пам`яток історії, культури і заповідних територій. 
Найціннішим елементом музею є сама пам'ятка архітектури. В основі музейної експозиції – колекція, яка збиралась співробітниками заповідника «Стародавній Київ» впродовж 20 років. 
Експонати Музею розповідають про історію надання Магдебурзького права Києву, про інститут війтівства та урядовий устрій києво-подільської автономії, про будівельну історію подільської кам‘яниці в контексті відродження мурованої архітектури на рубежі 17-18 ст., про ґрунтоване на громадянських патріотичних засадах корпоративне (цехове, братське) доброхотство суб‘єктів міського права, про роль козацького фактора і взаємини міщан з монастирською юрисдикцією, про ліквідацію Магдебурзького права і перепрофілювання пам‘ятки під один з перших закладів імперської офіційної благодійності, що ґрунтувалася на інтелектуальних модах європейського Просвітництва (гамівний будинок Приказу громадської опіки). Наразі допомога хворим, нужденним, народна освіта і опіка над сиротами (у ХІХ ст. тут діяли міське парафіяльне училище Приказу громадської опіки і Олександрівський дитячий притулок) аж до революції 1917 року визначатимуть «дух місця» і в межах старовинної споруди, і разом у межах цілого міста, що прислухалося і відлунювало всім гуманним новаціям часу.
Увагу відвідувачів привернуть унікальні артефакти самоврядного побуту Києва, зокрема свинцева платівка з поховання київського бурмистра Івана Сказки, автентичні картографічні й рукописні пам‘ятки, в тому числі купчі кріпості 18-19 ст. і кошторис магістрату 1786 р.; твори іконопису, графіки та живопису, документи і стародруки, меморіальні й типологічні меблі, атрибути шкільництва і оригінальні фотографії.
Музей працює з 11:00 до 19:00 (п`ятниця 17:30). Вихідними днями є понеділок та вівторок. Перша та остання середи місяця — безкоштовний вхід для пільгових категорій громадян.